# 奇妙な世界に
『奇妙な世界に』（World Gone Wrong）は1993年にリリースされたボブ・ディラン29枚目のスタジオ・アルバム。
前作の『グッド・アズ・アイ・ビーン・トゥ・ユー』（1992年）に引き続き、アコースティック・ギターとハーモニカの弾き語りスタイルによるトラディショナル・フォークの楽曲を歌ったアルバム。グラミー賞ベスト・トラディショナル・フォーク・アルバムを受賞した。
ビルボード200チャートで最高70位、全英アルバム･チャートで35位、日本のオリコンで78位を記録した。

## 収録曲
特記なき楽曲はトラディショナル、編曲: ボブ・ディラン
1. 奇妙な世界に - World Gone Wrong – 3:57
  - 作詞・作曲：ミシシッピ・シークス
2. ラヴ・ヘンリー - Love Henry – 4:24
3. ラグド＆ダーティ - Ragged & Dirty – 4:09
4. ブラッド・イン・マイ・アイズ - Blood in My Eyes – 5:04
  - 作詞・作曲：ミシシッピ・シークス
5. 壊れた機関車 - Broke Down Engine – 3:22
  - 作詞・作曲：ブラインド・ウィリー・マクテル
6. デリア - Delia – 5:41
7. スタッカ・リー - Stack a Lee – 3:50
  - 編曲：フランク·ハチソン
8. 二人の兵士 - Two Soldiers – 5:45
9. ジャッカ・ロウ - Jack-A-Roe – 4:56
10. 孤独な巡礼 - Lone Pilgrim – 2:43
  - 作詞・作曲: B.F. White 、 Adgar M. Pace

## アウトテイク
ロバート・ジョンソンの「32−20ブルース」が『テル・テイル・サインズ（ブートレッグ・シリーズ第8集）』（2008年）に、"Mary and the Soldier" が『テル・テイル・サインズ』のデラックス盤のボーナス・ディスクに収録されている。

## 参加ミュージシャン
- ボブ・ディラン - ボーカル、ギター、ハーモニカ

## リリース
日本
| 日付                          | レーベル | 規格 | カタログ番号 | 付記         |
| ----------------------------- | -------- | ---- | ------------ | ------------ |
| 1993年10月28日 1993年11月11日 | ソニー   | CD   | SRCS-6876    | オリコン78位 |